# Ernst Kübler
Ernst Kübler (* 1857; † 1931) war ein deutscher Verwaltungsjurist und Ministerialbeamter.
Er war Ministerialdirektor im Preußischen Justizministerium und Präsident des Landesamts für Familiengüter.

## Werke
- mit Wilhelm Beutner: Die Auflösung der Familiengüter in Preussen : Gesetze, Verordnungen und Ausführungsbestimmungen mit ihren Begründungen nebst den Entscheidungen des Landesamts für Familiengüter unter Berücksichtigung der Rechtsprechung sonstiger erster Reichs- und Landesbehörden. Carl Heymanns Verlag 1927.

## Ehrungen
- Wirklicher Geheimer Oberjustizrat